# Česko na Mistrovství Evropy v atletice 1994

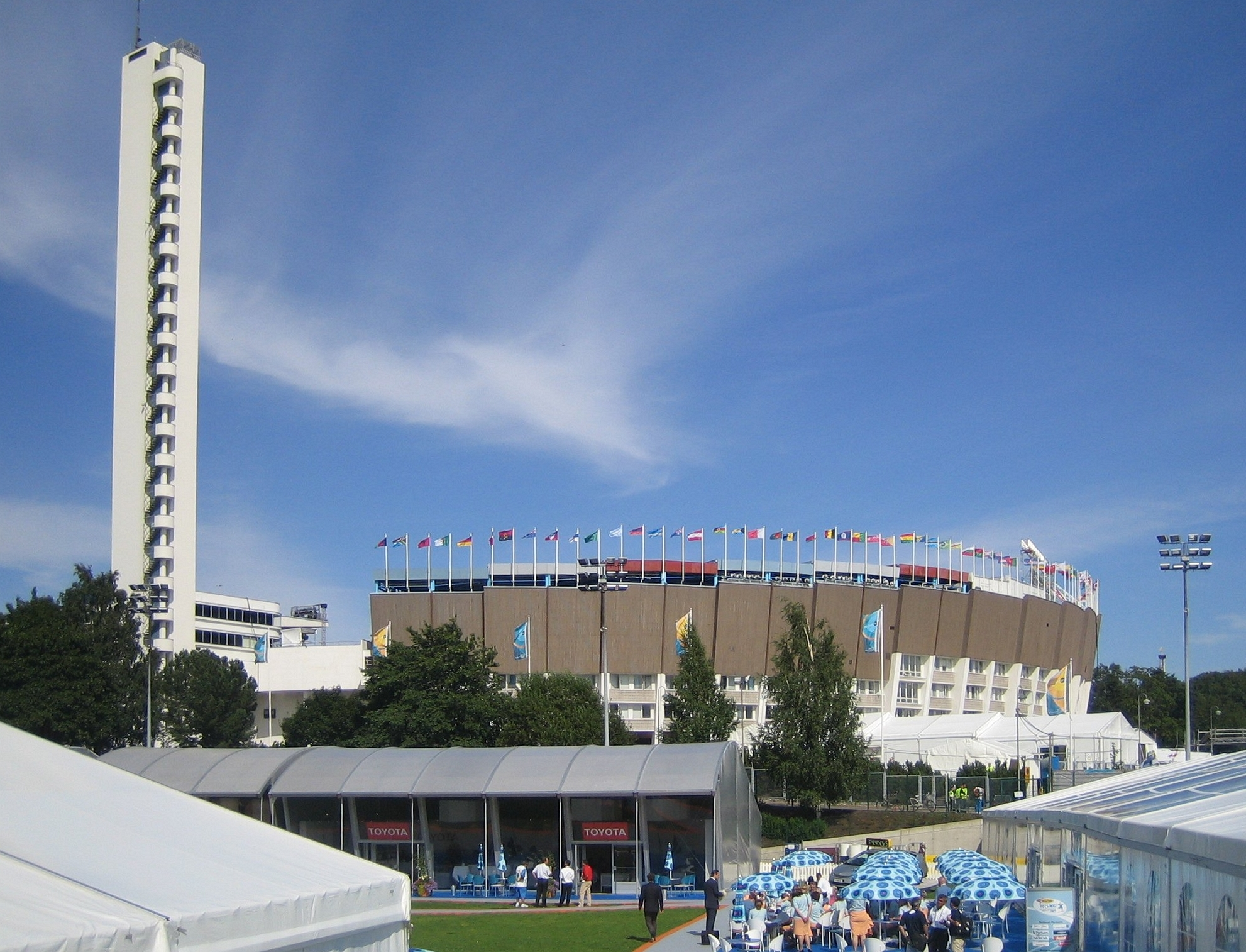
Olympijský stadion v Helsinkách

Evropského šampionátu v Helsinkách se ve dnech 7. – 14. srpna 1994 účastnilo 22 českých atletů (13 mužů a 9 žen). Největšího úspěchu dosáhl dálkař Milan Gombala, který vybojoval výkonem 804 cm stříbrnou medaili. Druhý cenný kov získal oštěpař Jan Železný, jenž na stupních vítězů obdržel bronz.

## Výsledky

### Muži
| Atlet             | Disciplína     | Kvalifikace | Kvalifikace | Rozběh  | Rozběh   | Semifinále  | Semifinále  | Finále      | Finále           |
| Atlet             | Disciplína     | Výkon       | Umístění    | Výkon   | Umístění | Výkon       | Umístění    | Výkon       | Umístění         |
| ----------------- | -------------- | ----------- | ----------- | ------- | -------- | ----------- | ----------- | ----------- | ---------------- |
| Milan Drahoňovský | 800 m          |             |             | 1:50,27 | 29.      | nepostoupil | nepostoupil | –           | –                |
| Milan Drahoňovský | 1500 m         |             |             | 3:43,66 | 24.      |             |             | nepostoupil | nepostoupil      |
| Jan Pešava        | 5000 m         |             |             | –       | DNS      |             |             | nepostoupil | nepostoupil      |
| Jan Pešava        | 10 000 m       |             |             |         |          |             |             | 28:10,73    | 7.               |
| Hubert Sonnek     | Chůze na 20 km |             |             |         |          |             |             | 1.23:11     | 9.               |
| Roman Bílek       | Chůze na 50 km |             |             |         |          |             |             | 4.04:58     | 21.              |
| Miloš Holuša      | Chůze na 50 km |             |             |         |          |             |             | 3.57:24     | 16.              |
| Milan Gombala     | Skok daleký    | 7,95 m      | 6. =        |         |          |             |             | 8,04 m      | Stříbrná medaile |
| Milan Orlík       | Skok daleký    | 7,50 m      | 29.         |         |          |             |             | nepostoupil | nepostoupil      |
| Milan Mikuláš     | Trojskok       | 16,31 m     | 11.         |         |          |             |             | 16,29 m     | 10.              |
| Imrich Bugár      | Hod diskem     | 56,64 m     | 15.         |         |          |             |             | nepostoupil | nepostoupil      |
| Pavel Sedláček    | Hod kladivem   | 71,36 m     | 22.         |         |          |             |             | nepostoupil | nepostoupil      |
| Miloš Steigauf    | Hod oštěpem    | 73,82 m     | 23.         |         |          |             |             | nepostoupil | nepostoupil      |
| Jan Železný       | Hod oštěpem    | 83,88 m     | 3.          |         |          |             |             | 82,58 m     | Bronzová medaile |

Desetiboj
| Tomáš Dvořák  | Desetiboj    |          |       |          |
| Tomáš Dvořák  | Disciplína   | Výsledek | Body  | Umístění |
| ------------- | ------------ | -------- | ----- | -------- |
|               | Běh na 100 m | 10,93 s  | 876   |          |
| Skok daleký   | 7,69 m       | 982      |       |          |
| Vrh koulí     | 14,55 m      | 762      |       |          |
| Skok vysoký   | 2,02 m       | 822      |       |          |
| běh na 400 m  | 48,94 s      | 864      |       |          |
| 110 m přek.   | 14,25 s      | 942      |       |          |
| Hod diskem    | 42,84 m      | 722      |       |          |
| Skok o tyči   | 4,00 m       | 617      |       |          |
| Hod oštěpem   | 59,54 m      | 731      |       |          |
| Běh na 1500 m | 4:29,69      | 747      |       |          |
| Celkově       |              |          | 8 065 | 7.       |

### Ženy
| Atletka                                                                                        | Disciplína    | Kvalifikace | Kvalifikace | Rozběh  | Rozběh   | Semifinále   | Semifinále   | Finále       | Finále       |
| Atletka                                                                                        | Disciplína    | Výkon       | Umístění    | Výkon   | Umístění | Výkon        | Umístění     | Výkon        | Umístění     |
| ---------------------------------------------------------------------------------------------- | ------------- | ----------- | ----------- | ------- | -------- | ------------ | ------------ | ------------ | ------------ |
| Erika Suchovská                                                                                | 200 m         |             |             | 23,52 s | 12.      | 23,34 s      | 9.           | nepostoupila | nepostoupila |
| Hana Benešová                                                                                  | 400 m         |             |             | 52,87 s | 13.      | 53,66 s      | 14.          | nepostoupila | nepostoupila |
| Naděžda Koštovalová                                                                            | 400 m         |             |             | 52,75 s | 12.      | 53,75 s      | 15.          | nepostoupila | nepostoupila |
| Ludmila Formanová                                                                              | 800 m         |             |             | 2:05,29 | 20.      | nepostoupila | nepostoupila | –            | –            |
| Naděžda Koštovalová Hana Benešová Erika Suchovská Ludmila Formanová * Helena Dziurová (rozběh) | 4 × 400 m     |             |             | 3:30,91 | 5.       |              |              | 3:27,95      | 5.           |
| Zuzana Kováčiková                                                                              | Skok do výšky | 1,90 m      | 5.          |         |          |              |              | 1,85 m       | 12.          |
| Šárka Kašpárková                                                                               | Trojskok      | 13,87 m     | 8.          |         |          |              |              | 13,98 m      | 6.           |
| Alice Matějková                                                                                | Hod diskem    | 54,14 m     | 21.         |         |          |              |              | nepostoupila | nepostoupila |
| Zdeňka Šilhavá                                                                                 | Hod diskem    | 58,00 m     | 10.         |         |          |              |              | 55,04 m      | 12.          |